# 南町 (戸田市)
南町（みなみちょう）は、埼玉県戸田市の町名。現行行政地名は南町のみ。丁番を持たない単独町名である。住居表示実施地区。郵便番号は335-0025（蕨郵便局管区）。

## 地理
戸田市の南部に位置する。地区内に鉄道は通っていないが、JR埼京線戸田公園駅が最寄り駅となっている。工場や倉庫が多く立地していたが、近年マンションなどの宅地開発が盛んである。南端は戸田漕艇場に面している。

### 河川
- 菖蒲川
- 上戸田川

## 歴史

### 沿革
- 1966年（昭和41年）10月1日 - 戸田町が市制施行により、戸田市となる。
- 1968年（昭和43年）11月1日 - 戸田市大字上戸田の一部から南町が成立[5]。

## 世帯数と人口
2017年（平成29年）10月1日現在の世帯数と人口は以下の通りである。
| 町丁 | 世帯数    | 人口    |
| ---- | --------- | ------- |
| 南町 | 1,819世帯 | 4,471人 |

## 小・中学校の学区
市立小・中学校に通う場合、学区は以下の通りとなる。
| 番地 | 小学校               | 中学校             |
| ---- | -------------------- | ------------------ |
| 全域 | 戸田市立戸田南小学校 | 戸田市立戸田中学校 |

## 交通
- 東京都道・埼玉県道68号練馬川口線（オリンピック通り）
- 大前橋通り

## 施設
オリンピック通り沿線に商業施設が立地する。
- 南町児童公園
- 南町児童遊園地
- 曲尺手遊園地
- みにばら広場
- みんと保育園